# Monarda pectinata
Monarda pectinata là một loài thực vật có hoa trong họ Hoa môi. Loài này được Nutt. mô tả khoa học đầu tiên năm 1848.